# Petits Maîtres allemands
Ne doit pas être confondu avec Petits maîtres suisses.

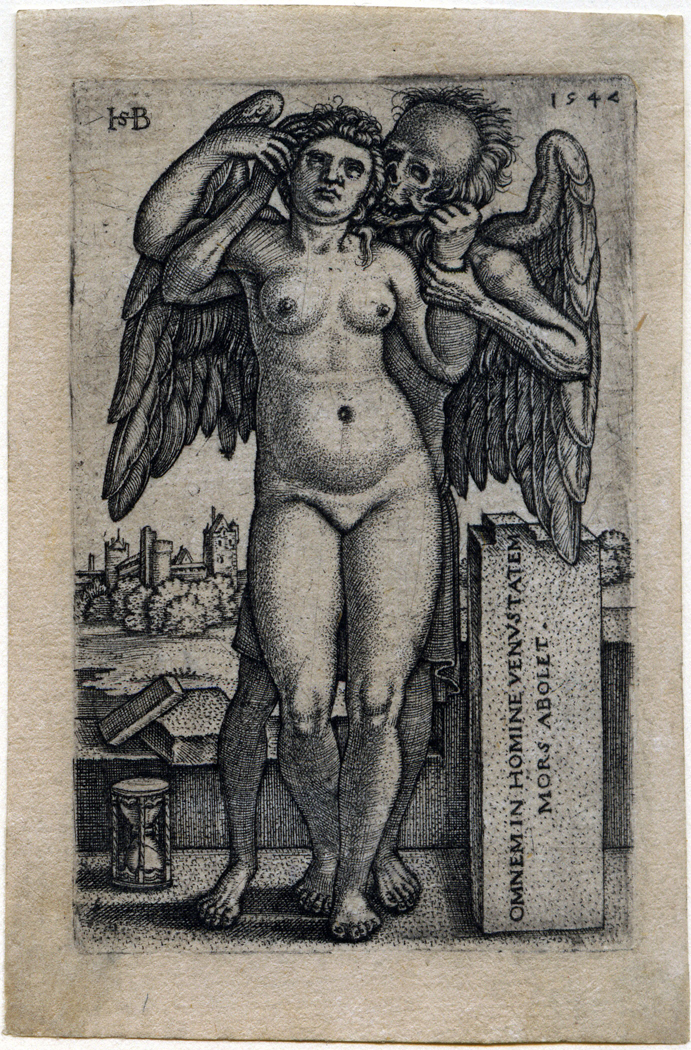
Hans Sebald Beham, La Mort et la femme nue debout, 1547, 75 x 48 mm, cat. Bartsch 150, Pauli 151.3

Les Petits Maîtres allemands (traduction erronée de l'allemand : Kleinmeister — « Maîtres du petit »), sont un groupe de graveurs allemands actifs dans la première moitié du XVIe siècle.
Le nom du groupe introduit par Léon Rosenthal vient, non pas de leur supposé infériorité technique ou artistique qu'ils pourraient avoir par rapport à d'éventuels grands maîtres, mais de la taille réduite de bon nombre de leurs productions. En effet, ils se sont spécialisés dans la réalisation de très petites gravures finement détaillées, dont certaines ne sont pas plus grandes qu'un timbre postal. Les principaux représentants de ce groupe sont les frères Sebald et Barthel Beham, Georg Pencz originaires de Nuremberg, ainsi que Heinrich Aldegrever et Albrecht Altdorfer.
La plupart des thèmes abordés par les Petits Maîtres étaient mythologiques ou religieux. Les estampes produites étaient probablement pensées pour un marché de collectionneurs qui les conservaient dans des albums.

## Histoire
Le premier à réaliser de très petites gravures complexes a été Altdorfer vers 1506-1507, probablement en suivant l'exemple des niellages italiens bien que leur taille ne fût en fait pas plus petite que le bas de gamme des gravures sur bois dévotes bon marché du XVe siècle. Cependant, les impressions d'Altdorfer se sont développées dans différents styles, même s'il continuait à produire de petites gravures jusque dans les années 1520. À cette époque-là, le style était dominé par les artistes de Nuremberg, en particulier les frères Beham et leur ami proche Pencz. Hans Sebald Beham et Pencz continuaient à produire des gravures jusque juste avant leur mort en 1550, ce qui mit fin à ce style. Barthel est en général considéré comme le plus créatif des trois, mais son frère était beaucoup plus productif avec peut-être la technique la plus affinée ; il a par ailleurs copié quelques-unes des gravures de Barthel après la mort de ce dernier.
Aldegrever était un luthérien convaincu qui avait développé des tendances anabaptistes ; cela l'amena à consacrer beaucoup de son temps à la production de gravures ornementales sans figure humaine.

## Influences

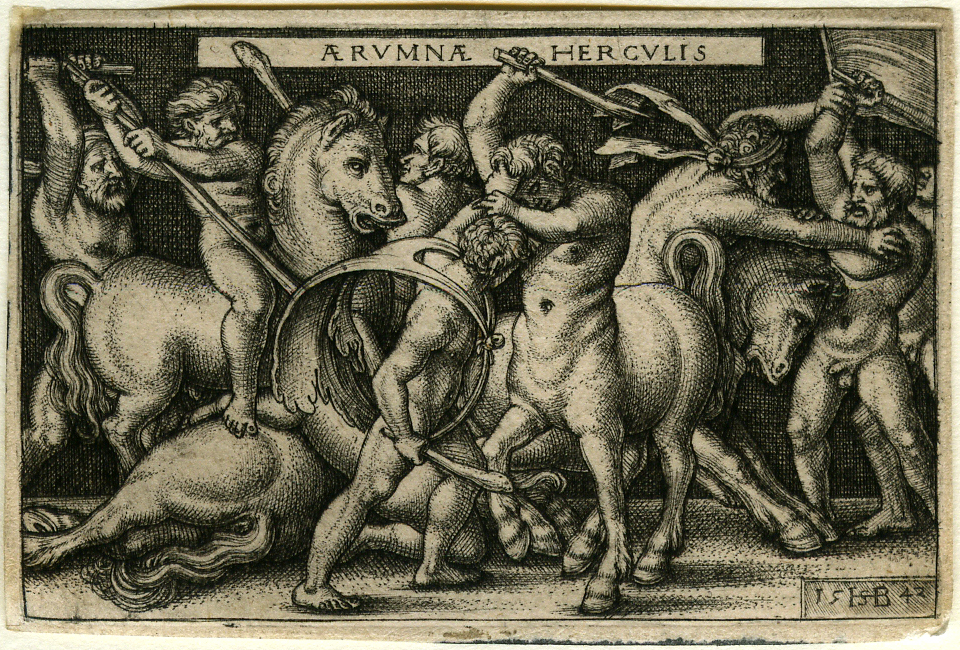
Hans Sebald Beham, Travaux d'Hercule : Hercule défait les Centaures, estampe, 51 x 79 mm. La petite taille de leurs œuvres n'a pas empêché les Petits Maîtres de reproduire les grands sujets de la peinture d'histoire. On peut voir ici l'influence des frises de Polidoro da Caravaggio. Cat. Bartsch 96, Pauli 98.

Leur style de gravure était basé sur le travail du maître graveur de Nuremberg Albrecht Dürer, qui vivait toujours dans cette ville jusqu'en 1527, et par la liberté de style et la créativité de Martin Schongauer (qui avait déjà beaucoup influencé Dürer). Pencz se serait au moins formé dans les ateliers de Dürer, de même que l'italien Marcantonio Raimondi avec qui Barthel Beham aurait travaillé à Rome. Raimondi et les frises a fresco de Polidoro da Caravaggio influencèrent leur choix de sujets et de styles de composition, de même que les thèmes nordiques de mort et d'humour. Les estampes de Hans Baldung contiennent des traitements similaires des thèmes sexuels.
Comparés à leurs contemporains, les sujets dévots sont notablement absent dans le travail des artistes de Nuremberg, qui avaient tous été expulsés de leur ville pour leur opinion religieuse en 1525 — un épisode qui reste cependant assez mystérieux.

## Devenir de leurs œuvres
Leurs estampes ont été très largement disséminées au point qu'aussi bien des copies dessinées que des exemplaires originaux ont été trouvés dans des albums de l'Empire moghol ; leurs compositions figuratives ont été copiées sur des émaux de Limoges, ainsi que sur d'autres supports décoratifs, des plaques de bronze à la poterie en pierre.
De plus, beaucoup de leurs gravures étaient des « gravures d'ornementation » du style de la Renaissance, élaborées pour être utilisées comme patrons pour artisans pour tout support.

## Autres membres
D'autres membres, considérés comme mineurs, ont fait partie de ce groupe, comme Jakob Binck et Hans Brosamer. Certaines estampes d'un certain « Maître IB » auraient été soit de Pencz ou Sebald Beham, soit d'un autre artiste inconnu.
D'autres artistes qui ont travaillé sur des œuvres de dimensions similaires sans pour autant être classifiés comme faisant partie des Petits maîtres sont Virgil Solis, Matthias Zündt, Jost Amman et Conrad Saldörfer en Allemagne, Hans Holbein le Jeune en Suisse et en Angleterre, et Dirk Vellert et « Maître S » aux Pays-Bas.
L'œuvre gravé de la famille Hopfer est souvent similaire en taille et a dû plaire à un certain marché, de même que celui du graveur français Étienne Delaune.
Le terme Kleinmeister a été utilisé pour les Petits Maîtres de Nuremberg dès 1679 par Joachim von Sandrart, et a été appliqué à d'autres groupes d'artistes, des maîtres du siècle d'or néerlandais du genre à un groupe de peintres de vases grecs du VIe siècle av. J.-C.

## Galerie

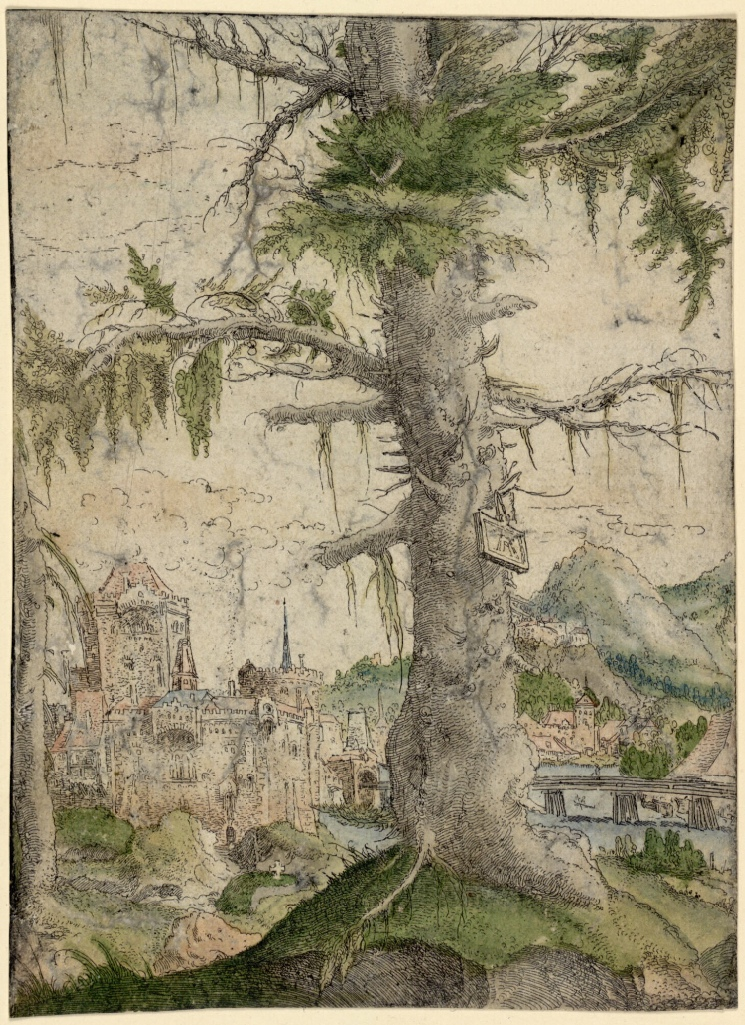
Albrecht Altdorfer, Petit épicéa, 1517–1520, eau-forte coloriée, Bartsch 66.
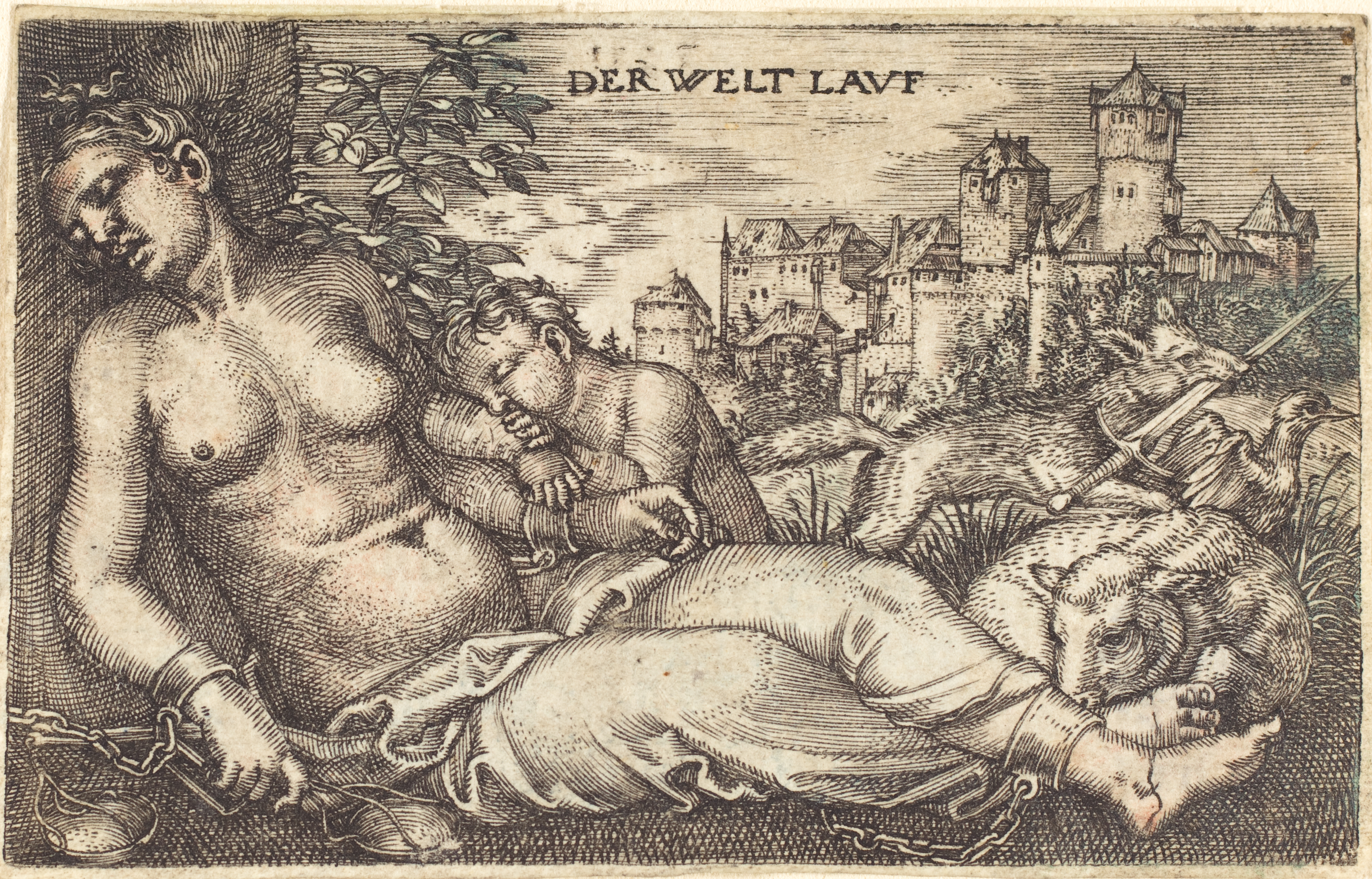
Barthel Beham, Le monde comme il va, 1525, burin, Bartsch 39.
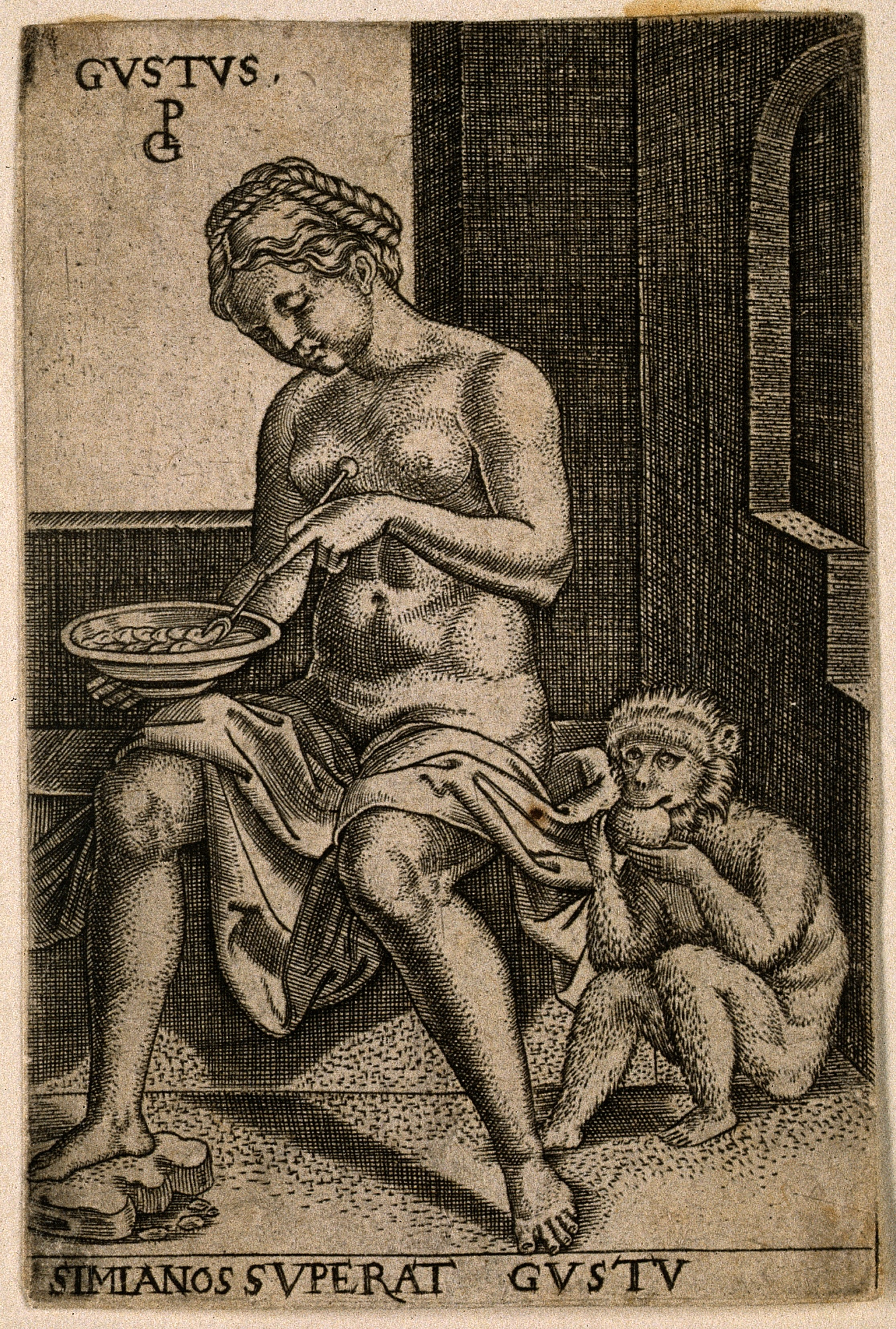
Georg Pencz, Les cinq sens : le goût, 1/5, 1539, burin, Bartsch 108.
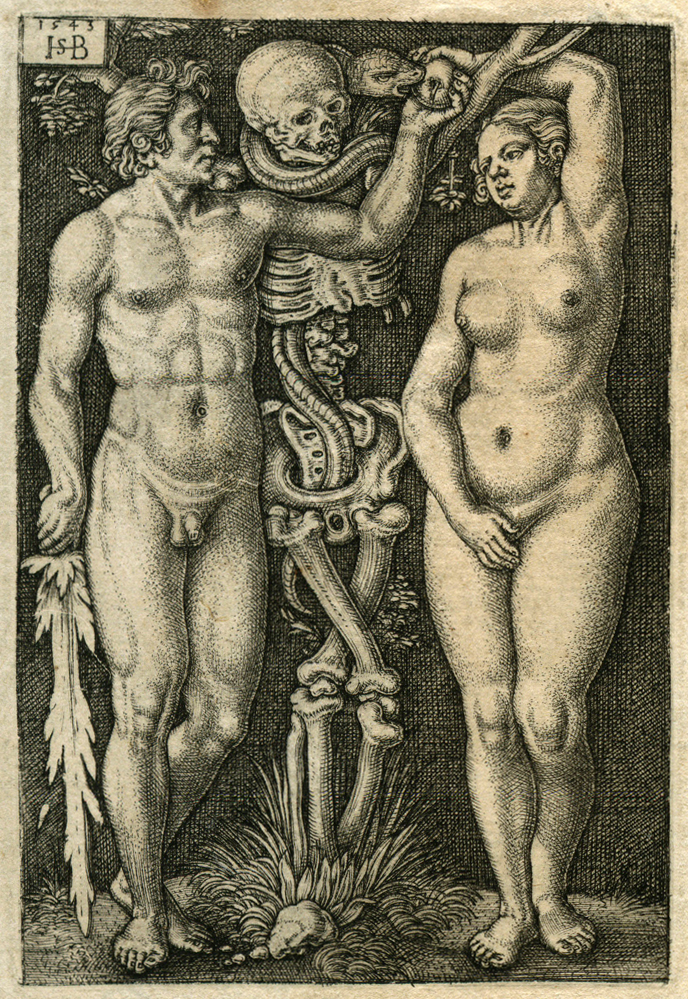
Sebald Beham, Adam et Ève, 1543, burin, Bartsch 6.
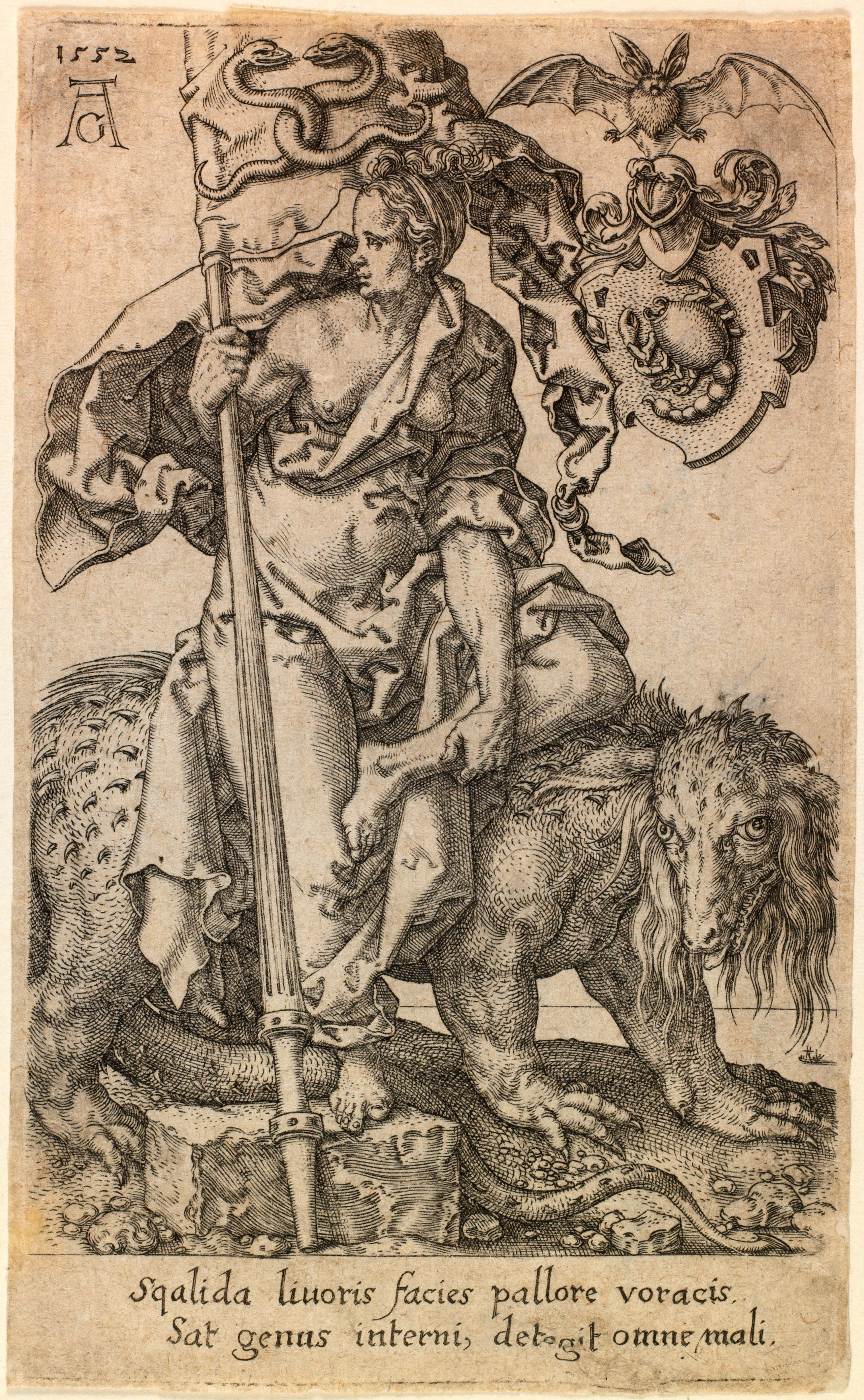
Heinrich Aldegrever, L'envie, 1552, burin, Bartsch 125.